# Rojo Edwards
José Manuel Rojo Edwards Silva (nacido José Manuel Ismael Edwards Silva; Chicago, Estados Unidos; 15 de julio de 1977), conocido como Rojo Edwards, es un ingeniero civil en industrias y político chileno, desde el 11 de marzo de 2022 se desempeña como senador de la República por la Circunscripción n.º 7, correspondiente a la Región Metropolitana de Santiago, para el periodo legislativo entre 2022-2030.
Fue militante del Partido Republicano de Chile, del cual ejerció como presidente entre el 7 de enero de 2022 hasta su renuncia al cargo el 7 de septiembre de ese mismo año. En diciembre de 2023 renuncia al Partido Republicano y forma su propio movimiento político; Movimiento Libertad,  teniendo como referente al entonces presidente electo de Argentina, Javier Milei.En junio de 2024 se afilia formalmente al Partido Social Cristiano, en paralelo mantiene hasta hoy su agrupación política Movimiento Libertad.
Fue diputado por Renovación Nacional en representación del distrito n.º 51 de la Región de la Araucanía entre 2010 y 2018, durante dos periodos consecutivos.
El 28 de abril de 2025, a través de una misiva dirigida a sus partidarios, renuncia a su militancia al Partido Social Cristiano ante desavenencias con la directiva de éste respecto al apoyo no otorgado a su candidatura presidencial para los comicios a realizarse durante ese.

## Primeros años y vida personal
Llamado de nacimiento José Manuel Ismael Edwards Silva, es hijo de José Manuel Edwards, quien se desempeñó en 2007 como síndico del Club de Fútbol Profesional de la Universidad de Chile, y de Virginia Silva.
Realizó sus estudios primarios y secundarios en el Colegio Apoquindo, del cual egresó en 1995. Al año siguiente, continuó sus estudios en la Escuela de Ingeniería de la Pontificia Universidad Católica de Chile (PUC) de la que egresó en 2000, como ingeniero civil en industrias con mención en transporte.
Durante sus estudios, participó en un programa de intercambio en la University of New South Wales en Sídney, Australia. Posteriormente, entre 2005 y 2007, cursó un máster en políticas públicas en la Escuela de Gobierno John F. Kennedy de la Universidad de Harvard, donde obtuvo la beca Catherine B. Reynolds Fellowship para emprendimiento social.
En 2002, obtuvo el Premio FIUC, otorgado por la Pontificia Universidad Católica (PUC) y la Fundación de Ingenieros UC al estudiante más destacado en la combinación de excelencia académica, liderazgo y vocación de servicio. En 2003, recibió el Premio Ismael Valdés Valdés otorgado por el Instituto de Ingenieros de Chile entregado a alumnos egresados de ingeniería por sus cualidades para organizar y dirigir, sus condiciones morales y de preparación técnica.

### Matrimonio e hijos
Está casado con Maribel Flores. Ambos son padres de tres hijos; Joaquín, Manuel y Julieta.
En el ámbito deportivo, es miembro de PADI International (Asociación internacional de Buzos); corrió la Maratón de Washington D. C. en octubre de 2008; y como montañista, ascendió el Monte Aconcagua (altura 6960 m s. n. m.) y el Volcán Tupungato (altura 6560 m s. n. m.).

### Vida laboral
En el ámbito profesional, entre 1997 y 1998, participó como cofundador de "2000 Mediaguas para el 2000", iniciativa antecesora de Un Techo para Chile.
Entre 2003 y 2004, se desempeñó en la Administradora de Fondos Previsionales AFP Cuprum Chile, como analista de inversiones. Ese último año, se reintegró a Un Techo para Chile, como director de Construcciones. En dicho cargo, lideró la construcción de 4.500 mediaguas en Chile, coordinando los equipos de logística, detección y asignación de familias, construcción, organización de trabajos voluntarios, recaudación de fondos y el rediseño de mediaguas.
En 2006, fue asistente  de su padre José Manuel Edwards, quien se desempeñó como síndico del Club Universidad de Chile. Al año siguiente y hasta 2009, trabajó en el Banco Interamericano de Desarrollo (BID) en Washington D. C., como oficial asociado de inversiones para el financiamiento de grandes proyectos de infraestructura en Latinoamérica.

## Carrera política

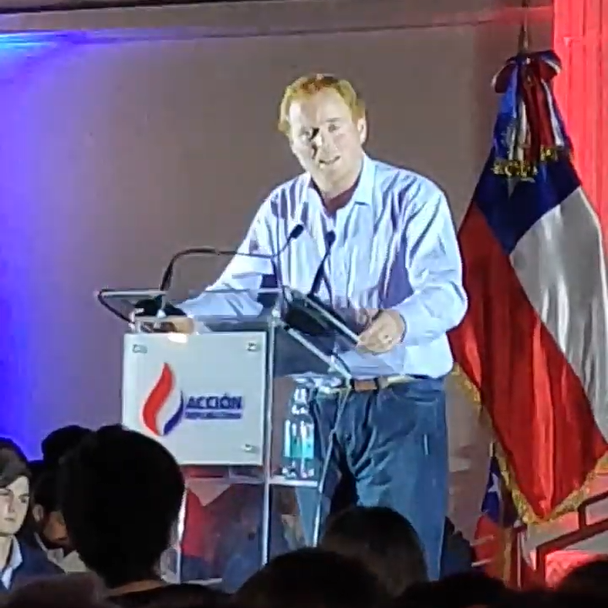
Rojo Edwards en el primer aniversario de Acción Republicana, abril de 2019.

Ingresó en política en su época universitaria como presidente del Centro de Alumnos de Ingeniería (CAI), en 1999. Más tarde, en 2001, fue vicepresidente de la Federación de Estudiantes de la Universidad Católica de Chile (FEUC) y paralelamente, fundó el grupo Opción Independiente de la UC.
En febrero de 2009, ingresó al partido de centroderecha, Renovación Nacional (RN). Asimismo, es miembro de Independientes en Red, organismo que, según la organización, reúne a personas interesadas en contribuir y participar activamente en el futuro de Chile con el fin de generar nuevos liderazgos que aporten a renovar la política, profundizar la democracia, velar por el respeto a la dignidad de las personas, promover la libertad y la iniciativa individual.

### Diputado
En diciembre de 2009, fue electo diputado por la Región de la Araucanía, por el periodo legislativo 2010-2014 (distrito n.º 51), correspondiente a las comunas de; Carahue, Cholchol, Freire, Nueva Imperial, Pitrufquén, Saavedra y Teodoro Schmidt. Fue integrante de las Comisiones permanentes de Pesca, Acuicultura e Intereses Marítimos; de Relaciones Exteriores, Asuntos Interparlamentarios e Integración Latinoamericana; y de Economía. Formó parte del comité parlamentario de RN.
En las elecciones parlamentarias de 2013, fue reelecto por el mismo distrito, por el periodo 2014-2018. Durante este periodo legislativo, integró las Comisiones permanentes de Relaciones Exteriores, Asuntos Interparlamentarios e Integración Latinoamericana; Economía, Fomento; Micro, Pequeña y Mediana Empresa; Protección de los Consumidores y Turismo; y Desarrollo Social, Superación de la Pobreza y Planificación.
El 28 de septiembre de 2016 anunció su renuncia a la militancia en RN. En las elecciones parlamentarias de 2017 se presentó como candidato a senador independiente por la Circunscripción XI que representa a la Región Araucanía, sin resultar electo.

### Candidaturas
En junio de 2019, asumió como director ejecutivo del Centro de Estudios de Ideas Republicanas (CEIR) de José Antonio Kast, después de que Renovación Nacional abriera un expediente para expulsarlo. El 23 de diciembre del mismo año, confirmó que sería candidato a gobernador regional en La Araucanía por el Partido Republicano, para luego bajar su candidatura.
En las primeras elecciones de Gobernadores Regionales, realizada los días 15 y 16 de mayo de 2021, compitió como candidato a Gobernador de la Región Metropolitana, en representación del Partido Republicano, quedando en el 6° lugar con el 6,7% de los votos totales.
El 7 de enero de 2022, ante la renuncia de José Antonio Kast a la presidencia del Partido Republicano, la Comisión Política lo nombró presidente de la colectividad, cargo que ocupó hasta su renuncia el 7 de septiembre del mismo año.

### Senador
En las elecciones parlamentarias de 2021, se postuló como candidato a senador en representación del Partido Republicano, en la lista del «Frente Social Cristiano» (FSC), por la Circunscripción 7, de la Región Metropolitana de Santiago, resultando electo al obtener 249.901 votos, correspondientes al 9,41% del total de los sufragios emitidos válidamente, por el periodo 2022-2030. Asumió el cargo el 11 de marzo de 2022, pasando a integrar la Comisión Permanente de Gobierno, Descentralización y Regionalización.
Durante la guerra ruso-ucraniana, el senador apoyó a Ucrania visitando el país en mayo de 2022 junto a Cristián Araya y Benjamín Moreno Bascur.
En diciembre de 2023 anunció su renuncia al Partido Republicano, principalmente a raíz de su desacuerdo con la posición oficial del partido frente al plebiscito constitucional de 2023. También manifestó su intención de fundar una nueva formación política de carácter libertario,la que concretó con la presentación del Movimiento Libertad, grupo que fundó junto al senador independiente Alejandro Kusanovic y Juan Castro.
En abril de 2025 dimitió del PSC después de que el partido se negara a apoyar su candidatura a las elecciones presidenciales.

## Controversias
En marzo de 2021, en plena conmemoración del Día Internacional de la Mujer sostuvo no ser machista ni feminista, siendo más cercano a un feminismo liberal, en contraposición al feminismo de izquierda política que decía ver en las manifestaciones de dicho día, lo cual le trajo airadas críticas.
El 30 de noviembre de 2021, en medio de la segunda vuelta de la elección presidencial de Chile de 2021, disputada por los candidatos José Antonio Kast, de su partido, y Gabriel Boric, el otro candidato presidencial de derecha, Sebastián Sichel, quien en la primera vuelta obtuvo el cuarto lugar, les propuso al Partido Republicano 9 condiciones para poder darles su apoyo. Estas condiciones incluían mantener el multilateralismo de las relaciones internacionales, el respeto irrestricto a los Derechos Humanos, abandonar los discursos de odio, respetar a las minorías y diversidades, entre otros aspectos. Rojo Edwards rechazó la actitud Sichel expresando que “debería primero ponerse a disposición, para luego sentarse a conversar en cómo mejorar y fortalecer el programa ganador”. Esto le generó críticas desde sectores cercanos a Sichel durante la segunda vuelta presidencial.

## Historial electoral
| Año  | Tipo                 | Territorio           | Pacto                   | Partido | Votos   | %     | Resultado |
| ---- | -------------------- | -------------------- | ----------------------- | ------- | ------- | ----- | --------- |
| 2009 | Parlamentarias       | 51.º distrito        | Coalición por el Cambio | RN      | 11 275  | 16.82 | Diputado  |
| 2013 | Parlamentarias       | 51.º distrito        | Alianza                 | RN      | 19 445  | 32.13 | Diputado  |
| 2017 | Parlamentarias       | 11.ª circunscripción | Independiente           | Ind.    | 22 045  | 6.5   | No electo |
| 2021 | Gobernación regional | Santiago             | Republicanos            | PRCh    | 168 768 | 6.7   | No electo |
| 2021 | Parlamentarias       | 7.ª circunscripción  | Frente Social Cristiano | PRCh    | 249 273 | 9.39  | Senador   |